# Juan Carlos González Zamora
Juan Carlos González Zamora (* 24. Juni 1968 in Havanna) ist ein kubanischer Schachspieler. Seit 2004 spielt er für Mexiko.
Die mexikanische Einzelmeisterschaft konnte er mehrfach gewinnen: 2004 in Pachuca de Soto, 2006 in Ciudad Juárez, 2007 in Pachuca de Soto, 2011 in Municipio Tapachula, 2012, 2013 in Mexiko-Stadt und 2016 in Morelia. Er spielte für Mexiko bei fünf Schacholympiaden: 2004, 2006 und 2010 bis 2014. González Zamora war für den Schach-Weltpokal 2007 qualifiziert, konnte aber krankheitsbedingt nicht antreten.
Im Jahre 2004 wurde ihm der Titel Großmeister (GM) verliehen. 
| Hier fehlt eine Grafik, die leider im Moment aus technischen Gründen nicht angezeigt werden kann. Wir arbeiten daran! |